# Nature Cat
Nature Cat er en amerikansk-canadiske tv-serie produceret for tv-kanalen PBS Kids og Family Chrgd af Adam Rudman, David Rudman og Todd Hannert.